# أب زالو الوسط نقارة خانة (كبغيان)
أب زالو الوسط نقارة خانة (بالفارسية: آب‌زالو وسطی نقاره‌خانه) هي قرية تقع في إيران في قسم كبغيان الريفي. يقدر عدد سكانها بـ 68 نسمة .